# Johann Engelhard Steuber
Johann Engelhard Steuber (* 16. März 1693 in Marburg; † 6. Dezember 1747 in Rinteln) war ein deutscher lutherischer Theologe.

## Leben
Der Urenkel des Theologen Johannes Steuber (1590–1643) sowie Sohn des Diakons Johann Heinrich Steuber (1660–1724) und dessen Frau (⚭ 25. Juni 1690 in Marburg) Juliane Eugenie (* 25. September 1667 in Erbach (Odenwald), † nach 1725), Tochter des gräflich erbachischen Geheimrats und Oberamtmanns Adolf Friedrich von Pfreundt, hatte den ersten Unterricht von Hauslehrern erhalten und danach am Pädagogium seine Bildung ergänzt. Am 27. Mai 1707 begann er an der Universität Marburg ein Studium. Auf dem Gebiet der Theologie waren dort Philipp Kasimir Schlosser (1658–1712) und Christoph Ludwig Schwarzenau seine Hauptlehrer. Im Lateinischen und Griechischen, so wie in den orientalischen Sprachen, der Kirchengeschichte und Altertumskunde hatte er die Vorlesungen von Georg Otho, Johann Heinrich Hottinger und Johann Joachim Schröder besucht. Zudem hatte er Vorlesungen über einzelne Bücher des Alten Testaments, besonders über Jesaias besucht, während ein gelehrter Jude ihm den Talmud erklärte.
Bald hatte er in der hebräischen Sprache gute Fortschritte gemacht, so dass er bereits 1709 in dieser Sprache Unterricht erteilen konnte. Aber auch im Predigen hatte er sich seit 1712 geübt. 1716 begab er sich an die Universität Jena, wo Johann Franz Buddeus, Johann Reinhard Rus (1679–1738) und Johann Andreas Danz seine theologischen Lehrer wurden. Im Folgejahr setzte er sein Studium an der Universität Leipzig fort, wo er Adam Rechenberg, Johann Georg Abicht und Johann Georg Walchs Vorlesungen besuchte und sich dann an die Universität Halle begab, um August Hermann Francke, Joachim Lange und Johann Heinrich Michaelis kennenzulernen. Nach kurzem Aufenthalt in Jena ging Steuber nach Marburg zurück. Großen Anklang fanden dort seine Predigten sowie seine Vorlesungen über die hebräische Sprache und über die jüdischen Altertümer.
1721 folgte er einem Ruf an die Universität Rinteln als außerordentlicher Professor der jüdischen Altertümer und der Philologie. Noch im selben Jahr am 12. Juni wurde er in Rinteln Lizenziat der Theologie, promovierte am 18. Juli zum Doktor der Theologie und wurde am 13. Dezember ordentlicher Professor der Philosophie und außerordentlicher Professor der Theologie. Einen Ruf nach Osnabrück, als Pastor an der dortigen St. Moritzkirche, lehnte er 1726 ab, als ihm der Landgraf Karl von Hessen eine bedeutende Gehaltserhöhung bewilligte und ihm Aussicht auf Beförderung eröffnete. 1728 wurde er nach dem Tod von Friedrich Wilhelm Bierling (1676–1728) ordentliche Professur der Theologie, war zugleich Superintendent und Assessor am Konsistorium. Im Folgejahr wurde er erster Professor der Theologie an der Hochschule in Rinteln, was er bis zu seinem Lebensende blieb.

## Familie
Steuber war seit dem 18. Juni 1722 mit Friderike Elisabeth, der Tochter des Bürgermeisters und Obersteuereinnehmers in Marburg Johann Goy, verheiratet. Aus der Ehe stammen drei Töchter und vier Söhne. Von diesen kennt man:
- Katherine Luise Steuber († 12. März 1807 in Fuhlen) verh. mit M. Johann Wilhelm Duncker
- Christine Amalie Steuber († 19. Dez. 1813) verh. mit dem Regierungsrat und Hofrichter in Steinfurt Hermann Nikolai Funck (* 15. März 1733; † 18. Mai 1802)
- Johann Henrich Friedrich Steuber (* 3. Juni 1723 in Rinteln; † 1782 in Rinteln) wurde Advokat in Rinteln
- Sophie Juliane Katharine Steuber (* 18. Oktober 1725 in Rinteln), verheiratet mit dem Amtmann Ernst zu Ucht
- Justin Henrich Otto Steuber (* 5. Dezember 1728 in Rinteln) wurde Advokat in Hamburg
- Christian Georg Steuber (* 30. März 1731 in Rinteln; † 18. November 1789 in Hachmühle)
- Johann Nikolaus Steuber (* 19. März 1735; † 29. März 1758) wurde Dr. med.

## Werke
- Diss. de primogenitis, qua varia Scripturae loca, ille praesertim Exod. 13, 2. explicantur, aliis quoque obscurioribus clariur lux affunditur. Marbach 1711.
- Diss. inaug. de anno Jobelaeo secundum disciplinam Ebraeorum ad Levit. 25, 8 sq. Rinteln 1721.
- Diss. bibl. exeg. de ligatione festivorum ad cornua altaris. Rinteln 1723.
- Diss. theol. prior de signo filii hominis ad Matth. 24, 30. Rinteln 1723.
- Progr. invit. ad aud. orat. inaug. F.U. Walteri. Rinteln 1725.
- Spicilegium observationum sacrarum ad Genes. 49, 10. de sceptro et legislatore a Juda non auferendo. Rinteln 1729.
- Adsertiones theologicae de Deo. Rinteln 1730.
- Dissertationum theologicarum prima de peccato originis, ex Ps. 51, 7. Rinteln 1731
- Progr. invitat. ad orat. inaug. B. L. Eskuche Gr. I. Prof. Ord. Rinteln 1734.
- Progr. de improbo litterarum ebraearum et graecarum contemtu atque neglectu. Rinteln 1734.
- Progr. quo ad orationem quum a Magistratu academico discederet, qua Karacorum natales, dogmata et fata enarrevit, invitavit. Rinteln 1735.
- Progr. invitat. ad orat. inaug. J. H. Behrens, Prof. Phil, extraord. Rinteln 1735
- Progr. Quomodo luminaria extinguantur. Rinteln 1735.
- Progr. de Phoanice. Rinteln 1735.
- Progr. de usu rationis in rebus sacris. Rinteln 1735.
- Progr. de ... regis nostri natali, ad locum Hosea 7, 5. Rinteln 1735.
- Commentatio hermeneutica de mutuo Psalmorum nexu. Rinteln 1736.
- Commentatio epistolica ad oratores sacros in Comitatu Hasso-Scbaumburgico, qua locum, Genes. 1, 2. contra interpretem Wertheimensem spiritui sancto restituit et vindicate et colloquium universarium cui dict. XII Calend. Jul. denuntiat. Rinteln 1737.
- Progr. fun. in obitum J. F. Bierlingii, Theol. Cult. Rinteln 1741.
- Progr. de oculis Leae. Rinteln 1741.
- Progr. ad orationem suam de communi vinculo et individus nexu scientiae sacrae ct artis salutaris, audiendam; cum fascus academicos esset depositurus. Rinteln 1741.
- Achitophel numero illorum exemtus, qui sibi ipis laqueo gulam fregerunt, s. cogitationes exegeticae ad 2 Sam. 17, 23., quibus annuam synodum, cui dictus dies VI Id. Jun. Verbi divinus ministris in Comitatu Hasso- Schaumburgico indicit. Rinteln 1741.
- Diss. inaug. theol . de Philosophiae Platonico. Pythagoreus fraudibus s. placitis erroneis a Paulo atque Petro 1 Tim. 1, 4. 4. 7.2 Tim. 4. 1 - 4. Tit. 1, 13. 14. 2 Petr. 1, 16. improbatis ac vitare jussis. Rinteln 1744.